# Piazza dei Calcarari (Rome)
La Piazza dei Calcarari est l'une des places du centre historique de Rome, située près du largo Argentina.

## Les rues principales du secteur
- Via delle Botteghe Oscure
- Via Catalana